# Delfina Merino
Delfina Merino (Vicente López, 15 oktober 1989) is een Argentijns hockeyster die uitkomt in de aanval. Ze nam eenmaal deel aan de Olympische Zomerspelen en behaalde hierbij een zilveren medaille. 
Merino komt sinds 2009 uit voor de Argentijnse hockeyploeg. In 2012, op de Olympische Spelen in Londen, bereikte het Argentijnse team de finale, maar daarin was Nederland met 2-0 te sterk.
Ze won de wereldtitel met de Argentijnse nationale ploeg in 2010 in Rosario. Daarnaast won ze vijf keer de Champions Trophy in 2009, 2010, 2012, 2014 en 2016.

## Erelijst
- 2009 –  Champions Trophy te Sydney (Aus)
- 2010 –  Champions Trophy te Nottingham (Eng)
- 2010 –  WK hockey te Rosario (Arg)
- 2011 –  Champions Trophy te Amstelveen (Ned)
- 2011 –  Pan-Amerikaanse Spelen te Guadalajara (Mex)
- 2012 –  Champions Trophy te Rosario (Arg)
- 2012 –  Olympische Spelen te Londen (Eng)
- 2014 –  WK hockey te Den Haag (Ned)
- 2014 –  Champions Trophy te Mendoza (Arg)
- 2015 –  Pan-Amerikaanse Spelen te Toronto (Can)
- 2015 –  Hockey World League te Rosario (Arg)
- 2016 –  Champions Trophy te Londen (Eng)
- 2018 –  Champions Trophy te Changzhou (Chn)